# Messianismo Chabad

Bandiera messianica Chabad. La parola ebraica è "Mashiach", per "Messia".

Messianismo Chabad, o Messianismo Lubavitch, è un termine usato per descrivere una gamma di credi nell'ambito del movimento chassidico Chabad-Lubavitch, che riguarda il defunto leader Rabbi Menachem Mendel Schneerson e la presunta sua posizione di Messia ebraico. Mentre alcuni credono che il Rebbe sia morto ma che ritornerà in qualità di Messia, altri sono convinti che sia semplicemente "nascosto". La maggioranza nega l'idea che egli sia il messia rivelato. La prevalenza di tali opinioni all'interno del movimento è disputata..
La credenza che Schneerson sia il messia va indietro agli anni 1950; si rafforzò durante il decennio precedente alla sua morte nel 1994 ed è tuttora dibattuta, contestata e spesso rinfocolata anche nell'ambito di altri movimenti ebraici ortodossi.

## Storia del Messianismo
Nel 1984 alcuni chassidim Lubavitch cantavano una canzone che si riferiva al Rebbe come "nostro giusto e vero messia" che "verrà a redimerci", ma Schneerson fece fermare subito tale abitudine. Nel 1991 un'altra canzone iniziò a spargersi tra gli chassidim, questa volta che proclamava "Vita lunga al nostro maestro, nostro insegnante e nostro rabbi, il Re Messia ora e sempre"vedi immagine poster.  Dopo il suo infarto del 1992, questa canzone veniva cantata abitualmente in sua presenza.
Negli ultimi anni di Rabbi Schneerson, i suoi insegnamenti venivano interpretati da molti come se implicassero una sua affermazione di essere il Messia ebraico. La sua morte nel 1994 non fermò il fervore messianico, dato che i credenti trovavano modo di spiegare la credenza che Schneerson fosse il Messia, nonostante fosse morto. Alcuni affermavano che in realtà non era morto per niente, ma che fosse ancora fisicamente presente, sebbene in maniera "nascosta".  Altri dicevano che, sebbene fosse morto, esistevano prove nel Giudaismo che confermavano e legittimizzavano il ritorno del Messia dai morti.
Lo sviluppo di questo tipo di messianismo, e il suo impatto specifico sullo Chabad — e sul Giudaismo ortodosso in generale — è stato oggetto di vivaci dibattiti e molta discussione sui giornali ebraici e anche su bollettini accademici.

### Primi sviluppi
Uno dei primi proponenti dell'idea che Schneerson fosse il Messia fu di Rabbi Avraham Parizh. Sin dal 1952,  Parizh pubblicò un poster che lo proclamava messia. Quando la notizia giunse negli Stati Uniti che tale poster circolava a Tel Aviv, Schneerson proibì la sua distribuzione.

### Mentre Schneerson viveva
Secondo la ricerca di Rachel Elior, le aspettative che il Rebbe fosse il messia si rafforzarono gradualmente durante gli anni 1980. Mentre conferma che il messianismo di Chabad può essere ricollegato agli anni 1950 e al precedente Rebbe di Lubavitch, l'autrice cita fonti precise che negli anni 1980 ci fu una forte alzata di fervore messianico.  La gente scriveva al "Moshiach" (=Messia) invece che al Rebbe, conversazioni sulla vera identità del Rebbe divennero preponderanti, e siccome il Rebbe parlava sempre di più sul tema del messianismo, il fervore crebbe notevolmente. Elior argomenta che lo sviluppo del messianismo Chabad era una risposta all'Olocausto e costituiva un tentativo di Schneerson di offrire una risposta e uno scopo a tale sterminio, offrendo "una certezza escatologica e un proposito messianico – apparentemente unica risposta razionale da un punto di vista teologico." Ma questa non è un'opinione condivisa dai membri del movimento stesso.
Secondo Paul R. Carlson, Schneerson divenne più diretto sul tema dell'età messianica durante la Guerra del Golfo del 1991. Schneerson venne pubblicato dalla Jewish Telegraphic Agency per aver affermato ai suoi seguaci che tale evento avrebbe "annunciato l'arrivo del Messia" citando dalla midrash Yalkut Shimoni: "O voi umili, il tempo della vostra redenzione è arrivato." Tale messaggio venne subito riproposto dai suoi seguaci con annunci a pagina intera su vari giornali, affermando che l'età della Redenzione era giunta.  Altre riprove provenivano dalla caduta del comunismo e dall'emigrazione in massa degli ebrei russi verso Israele. Carlson cita Rabbi Chaim Bergstein sul Detroit Jewish News: "Non dico che egli sia o non sia Mashiach, ma non esiste nessuno più erudito... in questa generazione."
Menachem Friedman ha scritto nel 1991 che "...il fatto che egli non abbia figli e non abbia mai preparato un successore... rende la questione della continuità nella dinastia Chabad un problema veramente critico. La soluzione messianica è praticamente l'unica che possa risolvere tali paure ." Aggiunge: "...la diffusione della credenza che il Rebbe sia il Messia viene facilitata dalla totale mancanza di controlli ed equilibri nello chassidismo Chabad. Non esiste nessuno… che offra una parola di critica. Molti che lo circondano dipendono da lui finanziariamente e lo considerano un superuomo. Non c'è quindi da meravigliarsi che siano tentati a crederlo il Messia"
Alla fine degli anni 1980, i rabbini Chabad negli Stati Uniti non solo dichiararono che l'arrivo del messia era imminente, ma dissero anche che sarebbe stato Schneerson. Per esempio, tale Rabbi Asher Zeilingold disse alla stampa che "si aspettava che il messia arrivasse da un momento all'altro" e che Schneerson "presto sarebbe stato riconosciuto da Dio come il salvatore."

#### Morte del Rebbe
Mentre Schneerson giaceva morente nel settore dei malati gravi all'ospedale Beth Israel Medical Center, circa 2.000 seguaci si radunarono al esterno, in Stuyvesant Square.  Molti danzavano e cantavano – preannunciando la Fine del mondo. Altri pregavano, altri ancora battevano contro il muro dell'ospedale come fosse il Muro del Pianto.

### Dopo la morte del Rebbe
La morte di Schneerson portò ad un ripensamento della teologia del messianismo nell'ambito del Chabad.  Sebbene partecipassero al funerale alcune dozzine di messianici estremisti che danzarono durante tutta la processione affermando che la sua morte era una fase "obbligatoria" del suo ritorno come Messia – la maggioranza dei messianici rimasero perplessi.
Durante le esequie, il giornale Washington Post scrisse che la morte aveva lasciato Chabad traumatizzato e in crisi: "Anche al momento in cui la sua bara veniva messa sul carro funebre, una folla disperata di fedeli Lubavitch inneggiava preghiere affinché Schneerson si alzasse e si rivelasse il Messia tanto atteso da tempi immemori."
Tre giorni dopo la morte di Schneerson, il giornale ebraico  The Forward scriveva che il movimento si era diviso, con un gruppo che asseriva che il Rebbe era ancora vivo ed un altro che credeva sarebbe risorto: "Ci sono coloro che a Crown Heights dicono che non credono il rebbe sia morto, e altri che dicono che la sua resurrezione è prossima. Alcuni di questi resurrezionisti, criticati per essersi allontanati dal Giudaismo tradizionale, hanno cominciato a dormire vicino alla tomba del Rebbe nel cimitero di Queens, sperando di essere i primi a vedere il loro Messia risorgere dai morti."
Il testamento di Schneerson provocò un altro colpo ai messianici, poiché veniva nominato unico esecutore testamentario il rabbino Yehuda Krinsky., forte sostenitore anti-messianico. Testimone all'apertura del documento era Rabbi Leib Groner, dichiarato messianico. Sebbene le somme citate nel testamento fossero esigue, esso dava a Krinsky la custodia di molte importanti organizzazioni all'interno del movimento Chabad e ciò fu un duro colpo per Groner.
La nomina di un successore non ebbe luogo – nessuno veniva prescelto nel testamento e Krinsky rifiutò di assumersi la responsabilità esclamando "me ne guardi il cielo!" quando gli fu chiesto se potesse accettarla; voci che affermavano che Rabbi Yoel Kahn fosse stato nominato successore in un secondo testamento segreto, non ebbero seguito.

### Chabad si riorganizza
Dopo alcuni mesi, comunque, i messianici si riorganizzavano e presto diventavano uno dei due maggiori gruppi all'interno del movimento Chabad. Molti suoi membri preferirono riferirsi alla morte di Schneerson come ad un semplice passaggio, una transizione. Col tempo la morte di Schneerson venne ad essere conosciuta come "Gimmel Tamuz" – la data ebraica del suo passaggio.

### Antropologia messianica
Alcuni studiosi di religione hanno fatto paragoni con lo sviluppo della prima cristianità: L'antropologo Joel Marcus scrive: "La storia recente del movimento moderno Chabad Lubavitch nell'ambito dell'ebraismo chassidico fornisce chiarimenti sullo sviluppo della prima cristianità. In entrambi i movimenti, accettate profezie escatologiche hanno aumentato la fede nell'autorità dei rispettivi capi, ed esiste un miscuglio di elementi di 'già' e di 'non ancora'. Simili generi di letteratura vengono usati per diffondere la buona notizia (per es. catene di miracoli e collezioni indipendenti di detti originali). Entrambi i capi accettarono tacitamente la fede messianica dei loro seguaci ma furono reticenti nel dichiararsi messia direttamente. Il cataclisma della morte del Messia ha portato a credere nella sua esistenza continuativa e persino nella sua resurrezione." Sono tali paragoni che mettono a disagio molti ebrei ortodossi. L'accademico Mark Winer afferma che "il parere del movimento Lubavitch che il loro defunto rebbe Menachem Mendel Schneerson sia il Messia, ripropone il millenarismo cristiano"
L'antropologo Simon Dein afferma: "I membri Lubavitch sostenevano che il loro Rebbe fosse più potente in campo spirituale senza l'ostacolo del corpo fisico. Però ora alcuni asseriscono che egli non sia mai morto. Diversi altri affermano che il Rebbe sia Dio. Ciò è una scoperta importante. Non si conosce nella storia del Giudaismo che si sia mai asserito che il proprio capo religioso sia Dio e in tale affermazione il gruppo rimane unico. Esistono certi elementi cristiani che sembrano permeare le idee messianiche di questo gruppo."
Alcuni sono arrivati persino a descrivere il messianismo Chabad come cristianità halakhica. Lo studioso di ebraismo Jacob Neusner scrive: "Una sostanziosa maggioranza dell'importante movimento ortodosso chiamato Lubavitch o chassidismo Chabad afferma che il loro Rebbe, Rabbi Menachem Mendel Schneerson, sepolto nel 1994 senza lasciare successori... presto ritornerà per completare la redenzione in qualità di Messia. Gli chassidim che proclamano tale credo sono in posizioni religiose importanti, confermate dalle maggiori autorità ortodosse che non hanno legami col movimento."